# Запретная дорога
«Запретная дорога» (англ. Reservation Road) — американский триллер 2007 года режиссёра Терри Джорджа.

## Сюжет
Дуайт Арно — адвокат, переживающий развод со своей женой Руфь. В соответствии с соглашением о разводе Руфь получает право опеки над их сыном Лукасом, а Дуайт имеет право навещать его. Дуайт берёт Лукаса на бейсбольный матч. Когда Дуайт и Лукас уходят с матча, Руфь звонит Дуайту, чтобы напомнить ему о том, что он опоздал с возвращением Лукаса домой. Дуайт, опасаясь потерять право на встречи с сыном, спешно везёт Лукаса домой. По дороге Дуайт не справляется с управлением и сбивает маленького мальчика, Джоша Лирнера, стоящего на обочине дороги. Запаниковав Дуайт уезжает и говорит Лукасу, что они столкнулись с бревном.
Джош погибает в аварии. Дуайт узнаёт о смерти Джоша из новостей. Охваченный чувством вины и страха, он отчаянно пытается скрыть улики, связывающие его с наездом. Тем временем мать Джоша, Грейс, постепенно начинает приходить в себя после смерти сына, но её муж, Итан, полон решимости найти преступника и привлечь его к ответственности. Итан решает нанять адвоката, которым оказывается Дуайт.
Дуайт испытывает чувство вины и подумывает о том, чтобы сдаться полиции. Когда он приходит в полицейский участок, следователь принимает его за адвоката Итана и говорит ему, что дело зашло в тупик. Дуайт покидает участок, так и не признавшись. Когда Итан забирает свою дочь Эмму с уроков игры на фортепиано у Руфи, Дуайт вынужден признать свою вину и реальность своего положения. Дуайт просит Руфь позаботиться о Лукасе в течение недели, говоря ей, что это будет последняя неделя на долгое время.
Итан, вооружённый пистолетом, сталкивается с Дуайтом. Дуайт умоляет сохранить ему жизнь, говоря ему о своей семье. Итан опускает пистолет, и двое мужчин обнимаются в слёзных объятиях. Итан прощает Дуайта за его преступление и решает посмотреть на это с другой стороны. Он уходит из дома Дуайта, понимая трудности жизни и отчаянные меры, на которые люди идут для того, чтобы выжить. Итан заталкивает Дуайта в багажник своей машины и выпускает его после короткой поездки. Дуайт хватает пистолет, направляет его на Итана, затем на себя и начинает плакать, говоря, как бы он хотел умереть вместо Джоша. Итан оставляет Дуайта разбираться со своим раскаянием. Фильм заканчивается тем, что Лукас смотрит запись признания Дуайта в наезде на Джоша.

## В ролях
| Актёр              | Роль         |
| ------------------ | ------------ |
| Хоакин Феникс      | Итан Лирнер  |
| Эль Фэннинг        | Эмма Лирнер  |
| Дженнифер Коннелли | Грейс Лирнер |
| Марк Руффало       | Дуайт Арно   |
| Мира Сорвино       | Руфь Уэлдон  |
| Джон Слэттери      | Стив Каттер  |